# قائمة بابوات الكنيسة القبطية الأرثوذكسية
قائمة بابوات الكنيسة القبطية الأرثوذكسية، هي القائمة المعنية ببطاركة الكرسي الرسولي السكندري الأرثوذكسي؛ أي أن البابا هو الرئيس الأعلى للمسيحيين التابعين روحياً للكنيسة القبطية الأرثوذكسية في مصر والعالم.
بحسب التقليد العام للكنيسة القبطية الأرثوذكسية، فإن كلمة بطريرك تُطلق كذلك على كل تلميذ من تلاميذ المسيح؛ سواء من التلاميذ الإثني عشر الأوائل أو على السبعين تلميذاً رغم ظهور هذا اللفظ لأول مرة بأمر من الإمبراطور ثيودوسيوس الثاني بإطلاقه على أسقف روما والذي يعني «أب الآباء». وبالقياس؛ فباعتبار أن مرقس هو المؤسس للكنيسة فهو البطريرك الأول لكرسي الإسكندرية. وسار هذا التقليد تباعاً بتولي خليفة لمرقس ليتولى إدارة شئون الكنيسة وأتباعها. وكان لقب بابا اُطلق أول الأمر على أسقف الإسكندرية، ثم انتقل إلى أسقف روما كذلك خاصةً مع انشقاق الكنيسة بعد انعقاد المجامع المسكونية التي كان هدفها محاولة توحيد الديانة المسيحية تحت عقيدة واحدة وكنيسة واحدة، وذلك طبقاً لقانون الإيمان المسيحي الذي يذكر بأن الـ«كنيسة واحدة مقدسة جامعة رسولية»؛ وهو ما تؤمن به الكنيسة القبطية الأرثوذكسية.
بابوات الكنيسة القبطية الأرثوذكسية هم أنفسهم بابوات بطريركية الإسكندرية للروم الأرثوذكس حتى سنة 451 حين عقد مجمع خلقيدونية؛ وصدر فيه قرار بخلع البابا ديوسقورس الأول من منصبه، وبذلك حدث الانشقاق النهائي بين الكنيستين؛ وبالتالي اختلف رئيس كل منهما.
البابا الحالي هو الأنبا تواضروس الثاني منذ سنة 2012، وهو البابا رقم 118 في عداد البطاركة. ويتبع اسم البابا لاحقة تشريفية مختصرة على الأغلب بأنه «بابا الإسكندرية وبطريرك الكرازة المرقسية».

## القرن الأول
| م | البابا | البابا     | مدة الحبرية                        | مقر الكرسي | خلو الكرسي  | ملاحظات |
| - | ------ | ---------- | ---------------------------------- | ---------- | ----------- | --- |
| 1 |        | مرقس الأول | 61 - 68 7 سنوات                    | الإسكندرية | منصب مستحدث | - كاروز الديار المصرية وأحد تلاميذ المسيح السبعين. - كاتب إنجيل مرقس؛ الإنجيل الثاني من الأناجيل الأربعة وأقدمها. - ترك منصبه ورسم إنيانوس ليكون خليفته وسافر ليبشر بالدين الجديد وقتله الوثنيين. - عيد نياحته 30 برمودة من كل عام حسب التقويم المصري. |
| 2 |        | إنيانوس    | 68 - 83 22 سنة                     | الإسكندرية | 15 يوم      | - كان إسكافياً وعمّده القديس مرقس وكرّسه بطريركاً قبل سفره إلى الخمس مدن الغربية. - عيد نياحته 20 هاتور من كل عام حسب التقويم المصري. |
| 3 |        | ميليوس     | 83 - 95 11 سنة و9 شهور             | الإسكندرية | 5 أيام      | - قلَّ في عهده عدد عبدة الأوثان وانضم إلى كنيسته عدد كبير من المصريين. - عيد نياحته 1 توت من كل عام حسب التقويم المصري. |
| 4 |        | كردونوس    | 95 - 106 10 سنوات و9 شهور و10 أيام | الإسكندرية | ـــــ       | - تعمد من البابا مرقس الأول وعلمه علوم الدين. - عيد نياحته 21 بؤونة من كل عام حسب التقويم المصري. |

## القرن الثاني
| م  | البابا | البابا         | مدة الحبرية                      | مقر الكرسي | خلو الكرسي         | ملاحظات |
| -- | ------ | -------------- | -------------------------------- | ---------- | ------------------ | --- |
| 5  |        | إبريموس        | 106 - 118 13 سنة وشهر و12 يوم    | الإسكندرية | 9 أيام             | - أحد الثلاثة الذين رسمهم البابا مرقس الأول قسوساً مع البابا إنيانوس. - عيد نياحته 22 بؤونة من كل عام حسب التقويم المصري.                      |
| 6  |        | يسطس           | 118 - 129 10 سنوات و10 شهور      | الإسكندرية | شهر واحد ويوم واحد | - تعمد مع أبيه وأمه وآخرين على يد البابا مرقس الأول. - تنصر في عهده عدد كبير من الوثنيين. - عيد نياحته 12 بؤونة من كل عام حسب التقويم المصري. |
| 7  |        | أومانيوس       | 129 - 141 12 سنة و3 شهور         | الإسكندرية | 26 يوم             | - عيد نياحته 19 بابة من كل عام حسب التقويم المصري.                                                                                            |
| 8  |        | مركيانوس       | 141 - 152 10 سنوات وشهرين        | الإسكندرية | يومان              | - عيد نياحته 6 طوبة من كل عام حسب التقويم المصري.                                                                                             |
| 9  |        | كلاديانوس      | 152 - 166 14 سنة و6 شهور         | الإسكندرية | 22 يوم             | - عيد نياحته 9 أبيب من كل عام حسب التقويم المصري.                                                                                             |
| 10 |        | أغربينوس       | 166 - 178 11 سنة و6 شهور و5 أيام | الإسكندرية | شهر و4 أيام        | - عيد نياحته 5 أمشير من كل عام حسب التقويم المصري.                                                                                            |
| 11 |        | يوليانوس       | 178 - 188 10 سنوات               | الإسكندرية | شهر و4 أيام        | - عيد نياحته 8 برمهات من كل عام حسب التقويم المصري.                                                                                           |
| 12 |        | ديمتريوس الأول | 188 - 230 42 سنة و7 شهور و5 أيام | الإسكندرية | 26 يوم             | - معروف كذلك بـ ديمتريوس الكرام. - كان متزوجاً. - وضع حساب الأبقطي. - عيد نياحته 12 بابة من كل عام حسب التقويم المصري.                         |

## القرن الثالث
| م  | البابا | البابا    | مدة الحبرية                      | مقر الكرسي | خلو الكرسي     | ملاحظات |
| -- | ------ | --------- | -------------------------------- | ---------- | -------------- | --- |
| 13 |        | ياراكلاس  | 230 - 246 16 سنة وشهر            | الإسكندرية | 25 يوم         | - كرس جهوده علي التعليم والوعظ. - عيد نياحته 8 كيهك من كل عام حسب التقويم المصري. |
| 14 |        | ديونيسيوس | 246 - 264 17 سنة وشهرين و10 أيام | الإسكندرية | 8 شهور         | - عاصر اضطهاد الإمبراطور الروماني ديكيوس الذي اضطهد المسيحيين المصريين وقتل منهم كثيرين، لدرجة إجبار بعضهم تقديم قرابين لآلهة الرومان. - عاصر الإمبراطور الروماني غالينوس الذي أمنهم على فتح الكنائس وممارسة شعائرهم بحرية. - جمع البابا مجمعاً لحرمان من قال من العرب بأن النفس تموت مع الجسد وتقوم معه يوم القيامة. - بعث البابا برسالة إلى مجمع أنطاكية فيها رده حول ما قاله بولس السميساطي أسقف أنطاكية. - عيد نياحته 13 برمهات من كل عام حسب التقويم المصري. |
| 15 |        | مكسيموس   | 264 - 282 17 سنة و5 شهور         | الإسكندرية | 6 شهور و18 يوم | - بعد رسامته بزمن قليل وردت رسالة من مجمع أنطاكية تتضمن أسباب حرم بولس السميساطي وأتباعه، فحرر منشوراً وأرسله مع رسالة المجمع إلى سائر بلاد مصر وإثيوبيا والنوبة للتحذير من أقوال السميساطي. - ظهر في عهده ماني والذي حذر من اتباعه. - عيد نياحته 14 برمودة من كل عام حسب التقويم المصري. |
| 16 |        | ثاؤنا     | 282 - 301 19 سنة وشهر            | الإسكندرية | 28 يوم         | - يُعرف كذلك بـ ثاؤناس. - أسس كنيسة بالإسكندرية باسم مريم العذراء. - ظهر في عهده سبيليوس الذي أنكر عقيدة الثالوث فحرمه البابا. - عيد نياحته 2 طوبة من كل عام حسب التقويم المصري. |

## القرن الرابع
| م  | البابا | البابا          | مدة الحبرية                       | مقر الكرسي | خلو الكرسي | ملاحظات |
| -- | ------ | --------------- | --------------------------------- | ---------- | ---------- | --- |
| 17 |        | بطرس الأول      | 302 - 311 9 سنوات و10 شهور        | الإسكندرية | 20 يوم     | - لُقب بـ خاتم الشهداء. - ظهر آريوس في عهده، وحاول إقناعه بالعدول عن إيمانه فلم يفلح، فحرمه ومنعه من شركة الكنيسة. - قبض عليه جنود الإمبراطور مكسيميانوس بأمر منه وقطعوا رأسه. - عيد نياحته 29 هاتور من كل عام حسب التقويم المصري. |
| 18 |        | أرشيلاوس        | 311 - 312 6 شهور                  | الإسكندرية | 15 يوم     | - قبل آريوس بالكنيسة ورسمه قساً، مخالفاً بما قام به سلفه. - عيد نياحته 19 بؤونة من كل عام حسب التقويم المصري. |
| 19 |        | ألكسندروس الأول | 312 - 328 15 سنة و9 شهور و20 يوم  | الإسكندرية | 13 يوم     | - حرم آريوس بإعتبار إنها وصية البابا بطرس الأول. - رأس مجمع نيقية وفيها وُضع قانون الإيمان. - رتب صوم الأربعين وعيد الفصح. - عيد نياحته 22 برمودة من كل عام حسب التقويم المصري. |
| 20 |        | أثناسيوس الأول  | 328 - 373 45 سنة                  | الإسكندرية | 13 يوم     | - لُقب بـ أثناسيوس الرسولي وأثناسيوس الكبير. - حضر مجمع نيقية -قبل توليه البابوية- مع البابا ألكسندروس الأول، وكان أحد واضعي قانون الإيمان. - رسم لأثيوبيا أول مطران لها وهو الأنبا سلامة. - نُفي عن كرسيه خمس مرات. - أول بابا يرتدي زى الرهبنة من يد الأنبا أنطونيوس. - عيد نياحته 7 بشنس من كل عام حسب التقويم المصري.                      |
| 21 |        | بطرس الثاني     | 373 - 379 5 سنوات و9 شهور         | الإسكندرية | شهر        | - حارب الآريوسية التي انتشرت انتشاراً واسعاً. - حاول أن يصلح كنيسة القسطنطينية وطلب من غريغوريوس النزينزي أسقف سازيما بالذهاب إلى هناك لتعليم متبعيها وتثبيته على الإيمان. - عيد نياحته 20 أمشير من كل عام حسب التقويم المصري. |
| 22 |        | تيموثاوس الأول  | 379 - 385 6 سنوات و4 شهور و6 أيام | الإسكندرية | 26 يوم     | - ظهر في عهده أقوال مقدونيوس الذي أنكر لاهوت الروح القدس، فانعقد مجمع القسطنطينية عام 381 لمناقشة هذه هذه الآراء؛ وتم رفضها في نهاية الأمر. - اهتم بترميم الكنائس وتشييدها. - عيد نياحته 26 أبيب من كل عام حسب التقويم المصري. |
| 23 |        | ثيوفيلس         | 385 - 412 27 سنة وشهران           | الإسكندرية | يومان      | - أول من أطلق على الكنيسة الوطنية المصرية اسم الكنيسة القبطية. - وضع تقويماً للأعياد لمدة 418 سنة. - اهتم ببناء الكنائس في أنحاء البلاد. - حدث خلاف بينه وبين يوحنا ذهبي الفم؛ ثم عقد مجمع في السنديانة تم بمقتضاه نفي ذهبي الفم عام 403، وقد أبدي أسفه لما أصاب ذهبي الفم من مرارة النفي. - عيد نياحته 18 بابة من كل عام حسب التقويم المصري. |

## القرن الخامس
| م  | البابا | البابا          | مدة الحبرية                       | مقر الكرسي | خلو الكرسي | ملاحظات |
| -- | ------ | --------------- | --------------------------------- | ---------- | ---------- | --- |
| 24 |        | كيرلس الأول     | 412 - 444 31 سنة و8 شهور و10 أيام | الإسكندرية | شهر        | - لُقب بـ كيرلس الكبير والأنبا كيرلس عمود الدين. - من تلاميذ دير الأنبا مقار وإن لم يصبح راهباً. - ألغى حكم الحرم ضد يوحنا ذهبي الفم ونظمه في عداد الآباء المذكور أسمائهم في صلاة المجمع في كل قداس. - رأس المجمع المسكوني الأول بمدينة أفسس. - أرسل عدة رسائل لمحاولة إقناع نسطور بعدم إنكاره بأن مريم العذراء هي والدة الإله ولم يفلح، فوضح 12 بنداً جعل كل من يخالفها يكون محروماً. - عيد نياحته 3 أبيب من كل عام حسب التقويم المصري.                                                         |
| 25 |        | ديوسقورس الأول  | 444 - 454 10 سنوات وشهر و9 أيام   | الإسكندرية | سنة        | - في عهده انقسمت الكنيسة إلي قسمين: قسم يؤمن بالطبيعة الواحدة والمشيئة الواحدة للمسيح، والقسم الأخر يؤمن بالطبيعيتين والمشيئتين للمسيح. - حضر مجمع خلقيدونية في مدينة خلقدون، وتم طرده من المجمع بسبب إصراره على معتقداته الذي يوزاي إيمان الكنيسة، وحكم عليه بتجريده من رتبته الكهنوتية، ثم أصدر القيصر قراراً بنفيه إلى جزيرة غاغرا وعاش بها بقية حياته توفي فيها. - عيد نياحته 7 توت من كل عام حسب التقويم المصري.                                                                         |
| 26 |        | تيموثاوس الثاني | 455 - 477 21 سنة و10 شهور         | الإسكندرية | شهر        | - نفاه الإمبراطور إلى جزيرة غاغرا بفلاغونيا بإقتراح من أسقف رومية (بابا الفاتيكان) لمقاومته قرارات مجمع خلقيدونية، وعاد إلى الإسكندرية بعد 7 سنين. - عيد نياحته 7 مسرى من كل عام حسب التقويم المصري. |
| 27 |        | بطرس الثالث     | 477 - 489 13 سنة وشهر و29 يوم     | الإسكندرية | شهر        | - معروف كذلك بـ البابا بطرس منغوس أو منخوس. - نُفي مرة عن كرسيه ولاقى اضطهاداً من مخالفيه. - وصلته رسالة من البابا أكاكيوس بطريرك القسطنطينية أعلن فيها أنه مؤمن وكنيسته بالطبيعة الواحدة للمسيح، وأعلن البابا بطرس قبوله في الأمانة المستقيمة. - عيد نياحته 2 هاتور من كل عام حسب التقويم المصري. |
| 28 |        | أثناسيوس الثاني | 489 - 496 6 سنوات و9 شهور و20 يوم | الإسكندرية | 13 يوم     | - لُقب بـ أثناسيوس الصغير. - خضعت إبروشيات القطر المصري بأجمعها له رافضة قرارات مجمع خلقيدونية وحرمت كذلك رسالة لاون. - عيد نياحته 20 توت من كل عام حسب التقويم المصري. |
| 29 |        | يوأنس الأول     | 496 - 505 8 سنوات و7 شهور         | الإسكندرية | شهر        | - معروف كذلك بـ يوحنا الأول. - كان أحد رهبان دير الأنبا مقار. - اختير للبطريركية فتمنع، ولكن الأساقفة والكهنة والأراخنة أخذوه قهراً ورسموه بطريركاً. - اهتم بالتعليم والوعظ. - كان مكدونيوس بطريرك القسطنطينية قد قطع العلاقة مع كنيسة الإسكندرية وأثبت أعمال مجمع خلقيدونية، فعقد القيصر مجمع القسطنطينية سنة 511 والذي حكم فيه بإنزال مكدونيوس عن كرسيه ونفيه، وأقيم عوضاً عنه بطريركاً آخر هو تيموثاوس الذي عقد مجمعاً رفض فيه ما أيده سلفه. - عيد نياحته 4 بشنس من كل عام حسب التقويم المصري. |

## القرن السادس
| م  | البابا | البابا          | مدة الحبرية                        | مقر الكرسي           | خلو الكرسي  | ملاحظات |
| -- | ------ | --------------- | ---------------------------------- | -------------------- | ----------- | --- |
| 30 |        | يوأنس الثاني    | 505 - 516 10 سنوات و11 شهر و23 يوم | الإسكندرية           | 7 أيام      | - لُقب بـ يوحنا الحبيس. - كان أحد رهبان دير الزجاج. - أعاد بناء الكنائس التي هدمت أو تصدعت من قِبل أنصار مجمع خلقيدونية بحب مصادر الكنيسة. - عيد نياحته 27 بشنس من كل عام حسب التقويم المصري.                                                |
| 31 |        | ديوسقورس الثاني | 516 - 518 سنتان و4 شهور و15 يوم    | الإسكندرية           | 25 يوم      | - كان كاتباً للبابا السابق. - عيد نياحته 17 بابة من كل عام حسب التقويم المصري. |
| 32 |        | تيموثاوس الثالث | 518 - 536 17 سنة و3 شهور           | الإسكندرية           | يومان       | - في أيامه حضر إلى مصر ساويروس بطريرك أنطاكية هرباً من الاضطهاد، وتجوّل مع البابا تيموثاوس في أنحاء البلاد لتثبيت الناس على معتقدهم. في ظل الاضطهاد. - عيد نياحته 13 أمشير من كل عام حسب التقويم المصري.                                     |
| 33 |        | ثيؤدوسيوس الأول | 536 - 567 31 سنة و4 شهور و15 يوم   | الإسكندرية           | شهر و3 أيام | - بعد رسامته دعاه القيصر إلى القسطنطينية لإمالته إلى عقيدة مجمع خلقدونية وأبى، ونفاه لمدة 28 سنة وأجلس القيصر مكانه بطريركاً خلقدونياً؛ أي من الملكيين. - عيد نياحته 28 بؤونة من كل عام حسب التقويم المصري.                                  |
| 34 |        | بطرس الرابع     | 567 - 569 سنة و10 شهور و25 يوم     | أبو صير              | 8 أيام      | - كان أحد رهبان دير الزجاج. - رسم بطريركاً في السر لأن القيصر يوستنيانوس عين بوليتاريوس بطريركاً ليتمكن من التحكم في الكنيسة المصرية. - كان يطوف أديرة الإسكندرية وقراها للتعليم والوعظ. - عيد نياحته 25 بؤونة من كل عام حسب التقويم المصري. |
| 35 |        | دميانوس         | 569 - 605 35 سنة و11 شهر و16 يوم   | أبو صير وادي النطرون | 7 أيام      | - كان أحد رهبان دير الأنبا يحنس القصير ودير الزجاج. - كان كاتب وكاتم أسرار سلفه البابا بطرس الرابع. - عيد نياحته 18 بؤونة من كل عام حسب التقويم المصري.                                                                                    |

## القرن السابع
| م  | البابا | البابا        | مدة الحبرية                      | مقر الكرسي | خلو الكرسي              | ملاحظات |
| -- | ------ | ------------- | -------------------------------- | ---------- | ----------------------- | --- |
| 36 |        | أنسطاسيوس     | 605 - 616 11 سنة و6 شهر          | أبو صير    | يومان                   | - اشتهر بالعلم والفصاحة؛ فقد كان يكتب كتاباً روحياً كل سنة، أي ترك خلفه 12 كتاباً مرتبة بحسب الأبجدية القبطية. - عمل علي تجديد الاتحاد بين كنيستي الإسكندرية وإنطاكية. - عيد نياحته 22 كيهك من كل عام حسب التقويم المصري. |
| 37 |        | أندرونيقوس    | 616 - 623 6 سنوات و14 يوم        | الإسكندرية | ـــــ                   | - عاصر الغزو الساساني لمصر (618 - 621) الذي أثر على الكنيسة وأتباعها بسبب الإضطهادات. - عيد نياحته 8 طوبة من كل عام حسب التقويم المصري. |
| 38 |        | بنيامين الأول | 623 - 662 39 سنة                 | الإسكندرية | 6 أيام                  | - كان أحد رهبان دير قبريوس. - هرب إلى وادي النطرون والصعيد بسبب الاضطهاد واستيلاء المقوقس على البطريركية. - عاصر الفتح الإسلامي وطلب عمرو بن العاص حضوره ليعطيه العهد بالأمان والسلام وأرجعه لكرسي البابوية مُكرّماً. - أعاد بناء الأديرة التي هدمها الساسانيون مثل دير الأنبا بيشوي. - عيد نياحته 8 طوبة من كل عام حسب التقويم المصري. |
| 39 |        | أغاثون        | 662 - 680 18 سنة و9 شهور و3 أيام | الإسكندرية | شهر و14 يوم             | - كملت في عهده إعادة إعمار دير الأنبا مقار. - كان والي الإسكندرية والبحيرة مسيحي كاثوليكي، وأمر بأن يقتل البطريرك أي شخص يلقاه في طريقه، فظل البابا حبيس قلايته إلى أن مات هذا الوالي. - عيد نياحته 16 بابة من كل عام حسب التقويم المصري.                                                                                            |
| 40 |        | يوأنس الثالث  | 680 - 689 9 سنوات                | الإسكندرية | شهر و7 أيام             | - يُعرف كذلك بـ يوحنا السمنودي. - كان أحد رهبان دير الأنبا مقار. - حُبس وعُذب بسبب وشاية من أحد مخالفي معتقد الكنيسة من الخلقيدونيين إلى الوالي. - عيد نياحته 1 كيهك من كل عام حسب التقويم المصري. |
| 41 |        | إسحاق         | 690 - 692 سنتان و10 شهور ويومين  | الإسكندرية | شهر و14 يوم             | - كان أحد رهبان دير الأنبا مقار. - كتب رسائل إلى ملك النوبة وملك الحبشة يدعوهم إلى أن يصطلحا، ولكن بسبب ذلك ساءت علاقته بالوالي بسبب وشاية تتهمه زوراً بالخيانة للبلاد، ووضحت الأمور على حقيقتها بعد ذلك. - جدد مقر البطريركية بالإسكندرية وجدد كنائس أخرى. - عيد نياحته 9 هاتور من كل عام حسب التقويم المصري.                        |
| 42 |        | سيمون الأول   | 692 - 700 7 سنوات و7 شهور        | الإسكندرية | 3 سنوات و9 أشهر و7 أيام | - من أصل سرياني. - كان أحد رهبان دير الزجاج. - حاول بعض القساوسة قتله مرتين بتسميمه وباستخدام السحر بسبب دعوة البابا المستمرة لهم بالتنسك والتقشف، لكنهم فشلوا. - عيد نياحته 24 أبيب من كل عام حسب التقويم المصري. |

## القرن الثامن
| م  | البابا | البابا           | مدة الحبرية                      | مقر الكرسي         | خلو الكرسي          | ملاحظات |
| -- | ------ | ---------------- | -------------------------------- | ------------------ | ------------------- | --- |
| 43 |        | ألكسندروس الثاني | 704 - 729 25 سنة و9 شهور و7 أيام | الإسكندرية         | شهر و23 يوم         | - كان أحد رهبان دير الزجاج. - عيد نياحته 7 أمشير من كل عام حسب التقويم المصري.                                             |
| 44 |        | قزمان الأول      | 729 - 730 سنة و3 شهور            | الإسكندرية         | سنة و3 شهور         | - كان أحد رهبان دير الأنبا مقار. - عيد نياحته 3 بؤونة من كل عام حسب التقويم المصري.                                        |
| 45 |        | تواضروس الأول    | 730 - 742 11 سنة و7 شهور و7 أيام | الإسكندرية         | سنة و7 شهور و7 أيام | - كان أحد رهبان دير طنبورة. - عيد نياحته 7 أمشير من كل عام حسب التقويم المصري.                                             |
| 46 |        | خائيل الأول      | 743 - 767 23 سنة و6 شهور         | أبو صير الإسكندرية | 15 يوم              | - كان أحد رهبان دير الأنبا مقار. - عيد نياحته 16 برمهات من كل عام حسب التقويم المصري.                                      |
| 47 |        | مينا الأول       | 767 - 776 8 سنوات و10 شهور       | الإسكندرية         | 11 شهر و16 يوم      | - كان أحد رهبان دير الأنبا مقار. - عيد نياحته 30 طوبة من كل عام حسب التقويم المصري.                                        |
| 48 |        | يوحنا الرابع     | 777 - 799 22 سنة                 | الإسكندرية         | 15 يوم              | - كان أحد رهبان دير الأنبا مقار. - عيد نياحته 16 طوبة من كل عام حسب التقويم المصري.                                        |
| 49 |        | مرقس الثاني      | 799 - 819 20 سنة وشهرين و21 يوم  | الإسكندرية         | 12 يوم              | - كان أحد رهبان دير الأنبا مقار. - اهتم بعمارة الكنائس في زمن ولايته. - عيد نياحته 22 برمودة من كل عام حسب التقويم المصري. |

## القرن التاسع
| م  | البابا | البابا        | مدة الحبرية                        | مقر الكرسي               | خلو الكرسي       | ملاحظات |
| -- | ------ | ------------- | ---------------------------------- | ------------------------ | ---------------- | --- |
| 50 |        | يعقوب         | 819 - 830 10 سنوات و9 شهور و9 أيام | الإسكندرية               | 7 أيام           | - لُقب بـ العمود الفضي. - كان أحد رهبان دير الأنبا مقار. - عيد نياحته 14 أمشير من كل عام حسب التقويم المصري.                                             |
| 51 |        | سيمون الثاني  | 849 - 851 17 سنة و5 شهور           | الإسكندرية               | سنة وشهر و17 يوم | - كان أحد رهبان دير الأنبا مقار ودير الزجاج. - لُقب بـ سيمون السرياني رغم أنه كان مصرياً من الإسكندرية. - عيد نياحته 3 بابة من كل عام حسب التقويم المصري. |
| 52 |        | يوساب الأول   | 831 - 849 17 سنة و11 شهر ويومين    | الإسكندرية               | شهر              | - كان أحد رهبان دير الأنبا مقار. - عيد نياحته 23 بابة من كل عام حسب التقويم المصري.                                                                     |
| 53 |        | خائيل الثاني  | 849 - 851 سنة و4 شهور و28 يوم      | الإسكندرية               | شهرين و21 يوم    | - كان أحد رهبان دير الأنبا يحنس القصير. - عيد نياحته 22 برمودة من كل عام حسب التقويم المصري.                                                            |
| 54 |        | قزمان الثاني  | 851 - 858 7 سنين و4 شهور و9 أيام   | الإسكندرية دميرة دنوشر   | شهر 21 يوم       | - كان أحد رهبان دير الأنبا مقار. - عاصر حرب الأيقونات. - عيد نياحته 21 هاتور من كل عام حسب التقويم المصري.                                              |
| 55 |        | شنودة الأول   | 859 - 880 21 سنة و3 شهور و11 يوم   | الإسكندرية المحلة الكبرى | 6 أيام           | - معروف كذلك بـ البابا سانوتيوس. - كان أحد رهبان دير الأنبا مقار. - عيد نياحته 24 برمودة من كل عام حسب التقويم المصري.                                  |
| 56 |        | ميخائيل الأول | 880 - 907 27 سنة وشهر و9 أيام      | دمرو القاهرة             | سنتان وشهران     | - كان أحد رهبان دير الأنبا مقار. - عيد نياحته 20 برمهات من كل عام حسب التقويم المصري.                                                                   |

## القرن العاشر
| م  | البابا | البابا        | مدة الحبرية                        | مقر الكرسي       | خلو الكرسي     | ملاحظات |
| -- | ------ | ------------- | ---------------------------------- | ---------------- | -------------- | --- |
| 57 |        | غبريال الأول  | 909 - 920 10 سنوات و9 شهور         | وادي النطرون     | 14 يوم         | - كان أحد رهبان دير الأنبا مقار. - كان يقضي أغلب الأيام في صحراء وادي النطرون وعاش حياته زاهداً متقشفاً. - عيد نياحته 21 أمشير من كل عام حسب التقويم المصري. |
| 58 |        | قزمان الثالث  | 920 - 932 12 سنة                   | الريف            | شهر            | - معروف كذلك بـ قزما أو قسما. - عيد نياحته 3 برمهات من كل عام حسب التقويم المصري. |
| 59 |        | مكاريوس الأول | 932 - 952 19 سنة و11 شهر و23 يوم   | دمرو             | 4 شهور و5 أيام | - كان أحد رهبان دير الأنبا مقار. - عيد نياحته 24 برمهات من كل عام حسب التقويم المصري. |
| 60 |        | ثاؤفانيوس     | 952 - 956 4 سنوات و4 شهور و11 يوم  | الإسكندرية       | ـــــ          | - كان أحد رهبان دير الأنبا مقار. - بحسب المصادر المسيحية فإنه كان "حاد الطبع سريع الغضب كثير الحمق غير قادر على كبح جماح غيظه"، وأن هناك روح نجسة تسلطت عليه بعد أن نزع رداءه واسكيمه وألقاه في وجه الكهنة لرفضه أن يدفع لهم رواتبهم. - بسبب ما سبق وما تبع ذلك من مشكلات خنقه الأساقفة إلى أن مات ورموه في البحر، وفي رواية أخرى قيل أنه أنهم سمموه، أو خنقه أحد الأساقفة بوضع وسادة على وجهه وجلس عليها حتى اختنق ومات. - تنيّح في 10 كيهك حسب التقويم المصري، ولا تعيد له الكنيسة. |
| 61 |        | مينا الثاني   | 956 - 974 17 سنة و11 شهر و6 أيام   | الريف تيدة       | شهر و20 يوم    | - كان أحد رهبان دير الأنبا مقار. - كان متزوجاً رغماً عنه قبل رهبنته، وكتم زواجه ودخل الدير، وكُشف السر بعد توليه البابوية. - عيد نياحته 16 هاتور من كل عام حسب التقويم المصري. |
| 62 |        | إبرام         | 975 - 978 3 سنوات و11 شهر          | القاهرة          | 3 شهور و25 يوم | - معروف كذلك بـ ابن زرعة. - كان تاجراً سريانياً من سوريا وأقام بمصر، وكان معروفاً بحب توزيع الصدقات والأعمال الخيرية. - حرم السيمونية، وحرم على أتباع الكنيسة اتخاذ سراري لهم. - جدد عدد كبير من الكنائس القديمة وأعاد إعمارها. - عيد نياحته 6 كيهك من كل عام حسب التقويم المصري. |
| 63 |        | فيلوثاؤس      | 979 - 1003 24 سنة و7 شهور و10 أيام | محلة دانيال دمرو | شهران و8 أيام  | - كان أحد رهبان دير الأنبا مقار. - انتشرت في عهده السيمونية بشكل كبير ولم يمنعها، وقيل أن ورثته وجدوا عنده مبلغاً كبيراً من المال نتيجة أخذه أموالاً من الأساقفة الجدد. - انتهت حياته نهاية سيئة لأنه لم يكن يحيا الحياة النسكية التي تليق بطقسه كراهب وبطريرك بحسب المصادر المسيحية. - تنيّح في 12 هاتور من كل عام حسب التقويم المصري، ولا تعيد له الكنيسة. |

## القرن الحادي عشر
| م  | البابا | البابا         | مدة الحبرية                         | مقر الكرسي                | خلو الكرسي     | ملاحظات |
| -- | ------ | -------------- | ----------------------------------- | ------------------------- | -------------- | --- |
| 64 |        | زكريا          | 1004 - 1032 27 سنة و11 شهر و12 يوم  | القاهرة وادي النطرون دمرو | شهرين و15 يوم  | - معروف كذلك بـ زخارياس. - قاسى شدائد كثيرة -بحسب المصادر المسيحية- كما حال العديد من المصريين بجميع الطوائف أثناء حكم الحاكم بأمر الله، ونفاه عن مقر كرسيه لمدة 9 سنوات بوادي النطرون. - عيد نياحته 13 هاتور من كل عام حسب التقويم المصري. |
| 65 |        | شنودة الثاني   | 1032 - 1046 14 سنة و7 شهور و11 يوم  | دمرو القاهرة              | شهر و12 يوم    | - كان أحد رهبان دير الأنبا مقار. - عُرف أنه كان حاد الطباع ويسيء معاملة الناس، وكان محباً للمال يأخذ الرشاوي ممن يرد أن يُرسم أسقفاً؛ أي أنه كان يُمارس السيمونية. - تنيّح في 2 هاتور من كل عام حسب التقويم المصري، ولا تعيد له الكنيسة. |
| 66 |        | خرستوذولس      | 1046 - 1077 31 سنة                  | دمرو القاهرة دمنهور       | 3 شهور و8 أيام | - كان أحد رهبان دير البراموس. - حارب السيمونية، كذلك واجه عدد من الأساقفة الذين أرادوا خلعه من منصبه لكنه اصطلح معهم بواسطة الشيخ أبو زكريا يحيى صاحب الديوان. - وضع عدد من القوانين الطقسية مثل: طقس المعمودية، وطقوس خاصة بالعبادة وخشوع المؤمنين في دخول الكنيسة، وطاعة الزوجات لأزواجهم، والصوم الأربعين وأسبوع الآلام وطقس الخماسين وصوم الرسل وصوم يومي الأربعاء والجمعة وصوم الميلاد وعيد الغطاس، وأبطل عدد من العادات المتوارثة. - قٌبض عليه مرتين وأخلي سبيله نتيجة وشايات وبلاغات قصدت الإضرار به. - عيد نياحته 14 كيهك من كل عام حسب التقويم المصري. |
| 67 |        | كيرلس الثاني   | 1078 - 1092 39 سنة                  | الإسكندرية                | 6 أيام         | - كان أحد رهبان دير قبريوس. - عقد 47 أسقفاً مجمعاً خاصاً لخلع البابا، ولما علم الوزير الفاطمي بهذا الأمر دعاهم إلى بستانه وأصلح بينهم. - نشر القوانين الكنسية بين الناس ليعملوا بها، ووضع 34 مادة من أهمها اعتبار من يعمل بالسيمونية كالوثني عابد الأصنام. - عيد نياحته 12 بؤونة من كل عام حسب التقويم المصري. |
| 68 |        | ميخائيل الثاني | 1092 - 1102 9 سنوات و7 شهور و17 يوم | القاهرة                   | شهر            | - قبل ترسيمه بطريركاً اشترط عليه كبار الكهنة بمحاربة السيمونية. - أخذ النيل بالانخفاض في عهده بالتدريج نتيجة إنشاء ملك الحبشة سداً في بلاده يمنع المياه الكثيرة عن الوصول إلى مصر، فطلب الخليفة المستنصر بالله من البابا أن يذهب إلى ملك الحبشة بهدية ويطلب منه حلاً لهذا الأمر، وحدث ذلك وفتح السد. وكانت هذه أول زيارة لبطريرك مصر إلى الحبشة منذ خضوعها دينياً للكنيسة المصرية. - عيد نياحته 30 بشنس من كل عام حسب التقويم المصري. |

## القرن الثاني عشر
| م  | البابا | البابا         | مدة الحبرية                        | مقر الكرسي            | خلو الكرسي              | ملاحظات |
| -- | ------ | -------------- | ---------------------------------- | --------------------- | ----------------------- | --- |
| 69 |        | مكاريوس الثاني | 1102 - 1128 26 سنة وشهر و11 يوم    | القاهرة جزيرة بني نصر | سنتين وشهر و11 يوم      | - كان أحد رهبان دير الأنبا مقار. - ضم إليه أسقفية مصر (القاهرة)، وبرر ذلك بوجوب أن يكون الأسقف منتخباً بحسب شروط معينة. ولكن الأساقفة شعروا أنه لا يريد رسم أسقفاً للقاهرة، فاجتمعوا ضده وأعلنوا أن قراره لا يجوز ورسموا أسقفاً للقاهرة هو مرقورة الحبشي. - عيد نياحته 4 توت من كل عام حسب التقويم المصري.         |
| 70 |        | غبريال الثاني  | 1131 - 1145 14 سنة وشهرين ويومين   | القاهرة               | 3 شهور و24 يوم          | - معروف كذلك بـ ابن تُريك، وذلك لأن اسمه قبل توليه منصبه أبو العلا بن تُريك. - كان من أعيان القاهرة ولم يترهبن. - أضاف إلى القداس الباسيلي عبارة جديدة عارضه فيها الرهبان وفي النهاية اتفقوا على إضافتها معدلة. - رسم في أيامه العديد من القساوسة و53 أسقفاً. - عيد نياحته 10 برمودة من كل عام حسب التقويم المصري. |
| 71 |        | ميخائيل الثالث | 1145 - 1146 8 شهور                 | القاهرة وادي النطرون  | سنة و4 شهور و27 يوم     | - كان أحد رهبان دير الأنبا مقار. - لم يكن على علم بعلوم الكنيسة، وحفظ القداس بعد عناء. - رسم في عهده ثمانية أساقفة. - عيد نياحته 3 برمودة من كل عام حسب التقويم المصري. |
| 72 |        | يوأنس الخامس   | 1147 - 1166 18 سنة و8 شهور و4 أيام | القاهرة               | شهر و14 يوم             | - كان أحد رهبان دير الأنبا يحنس القصير. - في عهده أضاف بعض رهبان دير الأنبا مقار كلمة "المحيي" -كصفة لجسد المسيح- إلى صيغة الإعتراف فأصبح "هذا هو الجسد المحيي". فلما بلغ الأمر للبابا عقد مجمعاً للمناقشة وأقروه. - عيد نياحته 4 بشنس من كل عام حسب التقويم المصري.                                             |
| 73 |        | مرقس الثالث    | 1166 - 1189 22 سنة و6 شهور و19 يوم | القاهرة               | 28 يوم                  | - معروف كذلك بـ مرقس بن زرعة. - من أصل سرياني ولم يكن راهباً. - عاصر نهاية الدولة الفاطمية وبداية الدولة الأيوبية. - عيد نياحته 6 طوبة من كل عام حسب التقويم المصري. |
| 74 |        | يوأنس السادس   | 1189 - 1216 26 سنة و11 شهر و8 أيام | القاهرة               | 19 سنة و5 شهور و10 أيام | - كان من أصحاب الثراء وله تجارة وأملاك ومصانع ولم يكن راهباً. - سن قانوناً يقضى بأنه لا يجوز لأي كنيسة أن تقبل قساً غير معروف ليؤدى بها الخدمات الدينية دون أن يكون معه تصريحاً كتابياً بذلك. - عيد نياحته 11 طوبة من كل عام حسب التقويم المصري.                                                                     |

## القرن الثالث عشر
| م  | البابا | البابا           | مدة الحبرية                                                 | مقر الكرسي | خلو الكرسي              | ملاحظات |
| -- | ------ | ---------------- | ----------------------------------------------------------- | ---------- | ----------------------- | --- |
| 75 |        | كيرلس الثالث     | 1235 - 1243 7 سنوات و8 شهور و23 يوم                         | القاهرة    | 7 سنوات و6 شهور و28 يوم | - معروف بـ ابن لقلق. - كان أحد رهبان دير القديس بُقطر على الأغلب، ثم دير النسطور. - عُرف -بحسب المصادر المسيحية- بإثارته عدد من المشكلات، منها دفع رشوة لتولي منصب مطران الحبشة، وأن إيمانه وتعاليمه ومظهره تطابق تعاليم الروم الكاثوليك. - تولى البطريركية بطريقة مخالفة وذلك برشوة الرهبان ليؤيدوه أمام الملك الكامل. - في أيامه اجتمع مجمع من الأساقفة لوضع قانون شامل للكنيسة وكتبها الشيخ الصفي بن العسال. - كان معروفاً عنه أنه كان يرسم الأساقفة والقساوسة والشمامسة بالسيمونية. - عيد نياحته 14 برمهات من كل عام حسب التقويم المصري. |
| 76 |        | أثناسيوس الثالث  | 1250 - 1261 11 سنة وشهر و18 يوم                             | القاهرة    | شهر و5 أيام             | - لُقب بـ ولد القس مكارم بن كليل وعُرف بـ ابن كليل. - كان أحد رهبان دير الأنبا مقار. - عندما أصبح البابا بذل جهداً في إصلاح مما أفسده سلفه، فضغط على الأساقفة الذين تولوا وظيفتهم بالسيمونية وعاملهم بقسوة، وسبّب ذلك في ترك الكثيرين منهم الإيمان القبطي الأرثوذكسي. - عيد نياحته 1 كيهك من كل عام حسب التقويم المصري. |
| 77 |        | غبريال الثالث    | شرعياً: 1262 - 1271 فعلياً: 1268 - 1271 سنتان وشهرين و10 أيام | القاهرة    | ـــــ                   | - رشح أراخنة القاهرة الأب غبريال ليكون بطريركاً بعد وفاة سلفه، ولكن بعض الأراخنة رشحوا يوأنس بن أبي سعيد، فأقاموا قرعة هيكلية فسحب اسم غبريال، فنازعه يوأنس وجماعته وأبطلوا القرعة ونصبوا يوأنس بطريركاً لمدة 6 سنوات و9 شهور و19 يوم ثم رجع إلى ديره، وتولى مكانه البابا غبريال السادس لمدة سنتان وشهران و10 أيام ثم عُزل من منصبه ورجع يوأنس مرة أخرى لمنصب البابا. - توفي في مدة رئاسة البابا يوأنس السابع فتقدم عليه في جدول الآباء البطاركة. - عيد نياحته 6 طوبة من كل عام حسب التقويم المصري.                                          |
| 78 |        | يوأنس السابع     | فعلياً: 1262 - 1268 شرعياً: 1271 - 1293 29 سنة وشهر و8 أيام   | القاهرة    | سنة وشهران و14 يوم      | - تولى منصب البابوية مرتين، المرة الأولى بمخالفة القرعة الهيكلية التي كانت لصالح غبريال الثالث، والمرة الثانية كانت بالتعيين. - عيد نياحته 26 برمودة من كل عام حسب التقويم المصري. |
| 79 |        | ثيؤدوسيوس الثالث | 1294 - 1300 5 سنوات و5 شهور و28 يوم                         | القاهرة    | شهر و14 يوم             | - معروف بـ ابن زويل أو ابن رويل. - كان أحد رهبان دير أبو فانا. - تولى منصبه بمخالفة القوانين الكنسية. - كان معروفاً بحبه للرشوة. وقيل أنه أخذ منصبه بطريق غير مشروع دينياً. - عيد نياحته 5 طوبة من كل عام حسب التقويم المصري. |

## القرن الرابع عشر
| م  | البابا | البابا         | مدة الحبرية                         | مقر الكرسي | خلو الكرسي     | ملاحظات |
| -- | ------ | -------------- | ----------------------------------- | ---------- | -------------- | --- |
| 80 |        | يوأنس الثامن   | 1300 - 1320 20 سنة و3 شهور و15 يوم  | القاهرة    | 4 شهور         | - معروف كذلك بـ ابن القديس. - كان أحد رهبان دير الأنبا برسوم العريان ورئيساً للدير. - بحسب المقريزي، طلب الوزير بيبرس الجاشنكي والأمير سيلار في أيام سلطنة الملك الناصر محمد بن قلاوون غلق كل الكنائس التي للأرثوذكسيين وللملكيين في القاهرة. - عيد نياحته 4 بؤونة من كل عام حسب التقويم المصري. |
| 81 |        | يوأنس التاسع   | 1320 - 1327 6 سنوات و6 شهور ويوم    | القاهرة    | شهر و11 يوم    | - ذُكر في تاريخ البطاركة أنه «في أيامه جرت شدايد كثيرة علي النصارى». - عيد نياحته 2 برمودة من كل عام حسب التقويم المصري. |
| 82 |        | بنيامين الثاني | 1327 - 1339 11 سنة و7 شهور و26 يوم  | القاهرة    | 11 شهر و26 يوم | - كان أحد رهبان دير البقل بجبل طره. - جدد دير الأنبا بيشوي وعمره بعض الرهبان من جديد. - عيد نياحته 11 طوبة من كل عام حسب التقويم المصري. |
| 83 |        | بطرس الخامس    | 1340 - 1348 8 سنوات و6 شهور و6 أيام | القاهرة    | شهر و27 يوم    | - معروف كذلك بـ بطرس بن داوُد. - كان رئيس دير شهران. - عيد نياحته 14 أبيب من كل عام حسب التقويم المصري. |
| 84 |        | مرقس الرابع    | 1348 - 1363 14 سنة و4 شهور و26 يوم  | القاهرة    | 3 شهور و6 أيام | - كان أحد رهبان دير الأنبا برسوم العريان. - عيد نياحته 6 أمشير من كل عام حسب التقويم المصري. |
| 85 |        | يوأنس العاشر   | 1363 - 1369 6 سنوات وشهرين و7 أيام  | القاهرة    | 5 شهور و23 يوم | - كان شامياً من دمشق، ولذلك معروف بـ المؤتمن الشامي. - عيد نياحته 19 أبيب من كل عام حسب التقويم المصري. |
| 86 |        | غبريال الرابع  | 1370 - 1378 8 سنوات و3 شهور و22 يوم | القاهرة    | شهرين و27 يوم  | - كان أحد رهبان دير المحرق. - طبخ زيت الميرون المقدس بكميات أكبر مما سبقه من البطاركة جميعهم. - عيد نياحته 3 بشنس من كل عام حسب التقويم المصري. |
| 87 |        | متاؤس الأول    | 1378 - 1408 30 سنة و5 شهور و6 أيام  | القاهرة    | 3 شهور و20 يوم | - معروف كذلك بـ متى المسكين. - كان أحد رهبان دير أبو فانا ودير المحرق. - كان محبوباً ومعروفاً بالحكمة؛ فكان يعاون الحكام والمسئولين في حل القضايا الصعبة، وكان على علاقة بالسلطان الظاهر سيف الدين برقوق. - قبيل وفاته أوصى لتلاميذه بأن لا يكشفوا وجهه وقت التجنيز كعادة البطاركة؛ ولا يُمَكِّنوا أحداً من أن يُقبّل قدميه وهو ميت، بل يتركوه ملفوفاً في أكفانه من الصوف. - عيد نياحته 5 طوبة من كل عام حسب التقويم المصري. |

## القرن الخامس عشر
| م  | البابا | البابا           | مدة الحبرية                          | مقر الكرسي | خلو الكرسي          | ملاحظات |
| -- | ------ | ---------------- | ------------------------------------ | ---------- | ------------------- | --- |
| 88 |        | غبريال الخامس    | 1409 - 1427 17 سنة و8 شهور و12 يوم   | القاهرة    | 4 شهور و8 أيام      | - لُقب بـ مستوفي الجيزة، وعُرف بـ غبريال الأمجد. - كان أحد رهبان دير القلمون. - عمل كاتباً في الحكومة المصرية قبل رهبنته. - فرغت خزانة الكنيسة في عهده لدرجة أنه كان يعيش على الإحسان. - توسط في عهده لإيقاف تهديدات الأحباش للتجار المسلمين في الحبشة، فكتب إليهم ولم يفلح. - ألف كتاباً في الطقوس الكنسية. - عيد نياحته 8 طوبة من كل عام حسب التقويم المصري.                                                                |
| 89 |        | يوأنس الحادي عشر | 1427 - 1452 24 سنة و11 شهر و23 يوم   | القاهرة    | 4 شهور و6 أيام      | - كان قساً بكنيسة القديس مرقوريوس أبي السيفين. - دُعي إلى حضور مجمع فلورنسا للتوحيد بين الكنائس مع الكنيسة الرومانية الكاثوليكية، وأوفد مندوباً عنه ولكنه وصل متأخراً بعد انقضاء المجمع. وقد انتهى المجمع إلى لحوق الكنيسة القبطية الأرثوذكسية بالإنضمام للوحدة بين الكنائس في دورته التالية، إلا أن ذلك لم يحدث. - عيد نياحته 9 بشنس من كل عام حسب التقويم المصري.                                                           |
| 90 |        | متاؤس الثاني     | 1452 - 1465 13 سنة                   | القاهرة    | 4 شهور و29 يوم      | - معروف كذلك بـ متأوس الصعيدي. - كان أحد رهبان دير المحرق. - عيد نياحته 13 توت من كل عام حسب التقويم المصري. |
| 91 |        | غبريال السادس    | 1466 - 1474 8 سنوات و10 شهور و6 أيام | القاهرة    | سنتين وشهر و22 يوم  | - كان أحد رهبان دير الأنبا أنطونيوس. - عيد نياحته 19 كيهك من كل عام حسب التقويم المصري. |
| 92 |        | ميخائيل الرابع   | 1477 - 1478 سنة و3 أيام              | القاهرة    | سنتين وشهر و8 يوم   | - عيد نياحته 16 أمشير من كل عام حسب التقويم المصري. |
| 93 |        | يوأنس الثاني عشر | 1480 - 1483 3 سنوات و4 شهور و17 يوم  | القاهرة    | 5 شهور و5 أيام      | - معروف كذلك بـ النقادي، نسبة إلى بلده نقادة. - كان أحد رهبان دير المحرق. - كان هناك مراسلات بينه وبن بابا روما لأجل محاولة الصلح بين جميع طوائف المسيحيين. - عيد نياحته 7 توت من كل عام حسب التقويم المصري. |
| 94 |        | يوأنس الثالث عشر | 1484 - 1524 39 سنة و11 شهر و26 يوم   | القاهرة    | سنة و7 شهور و25 يوم | - كان عالماً وله عدة مؤلفات في المسيحية. - كان هناك فتور في العلاقة بين كنيسته وكنيسة الحبشة بسبب غارات مصر المتتالية على أثيوبيا، فتحالف ملك الحبشة مع البرتغالين الذين اقترحوا عليه تنصيب مطراناً برتغالياً يرسم بمعرفة بابا الكنيسة الكاثوليكية بدلاً من مطراناً مصرياً. - عاصر النزاع العثماني المملوكي والتي انتهت بفقد مصر استقلالها وضمها للدولة العثمانية سنة 1517. - عيد نياحته 11 أمشير من كل عام حسب التقويم المصري. |

## القرن السادس عشر
| م  | البابا | البابا           | مدة الحبرية                         | مقر الكرسي | خلو الكرسي            | ملاحظات |
| -- | ------ | ---------------- | ----------------------------------- | ---------- | --------------------- | --- |
| 95 |        | غبريال السابع    | 1525 - 1568 43 سنة و25 يوم          | القاهرة    | سنتين و5 شهور و23 يوم | - كان أحد رهبان دير السريان. - أعاد إعمار دير الأنبا أنطونيوس ودير الأنبا بولا ودير المحرق. - في عهده عادت تبعية كنيسة الحبشة إلى الكنيسة القبطية الأرثوذكسية كما كانت، ورسم مطراناً جديداً عليها. رغم محاولات الكنيسة الرومانية الكاثوليكية لإبقاء مطرانها هناك. وعادت العلاقت جيدة بين مصر وأثيوبيا. - أرسل بابا الفاتيكان إلى البابا غبريال السابع يطلب منه انضمام كنيسته إلى الكنيسة الرومانية الكاثوليكية، فرفض طلبه بلُطف. - عيد نياحته 10 أبيب من كل عام حسب التقويم المصري. |
| 96 |        | يوأنس الرابع عشر | 1571 - 1586 15 سنة و4 شهور و19 يوم  | القاهرة    | 9 شهور و14 يوم        | - كان أحد رهبان دير البراموس. - حدث في عهده تمييزاً للمسيحيين من قِبل الدولة العثمانية بحسب السنكسار. - أرسل غريغوريوس الثالث عشر بابا الفاتيكان للبابا يوأنس الرابع عشر يطلب منه ضم كنيسته للكنيسة الرومانية الكاثوليكية مقابل أن يبقى بطريركاً كما هو ولضمان حماية المسيحيين المصريين من العثمانيين، فوافق مبدئياً؛ وجمع الأساقفة وأبدوا ارتياحهم المبدئي للاتحاد بين الكنيستين حتى سمعوا آراء مبعوثي البابا غريغوريوس فرفضوا رفضاً شديداً رغم ميل البابا يوأنس للموافقة. - عيد نياحته 3 نسيء من كل عام حسب التقويم المصري. |
| 97 |        | غبريال الثامن    | 1587 - 1603 15 سنة و10 شهور و24 يوم | القاهرة    | شهر و16 يوم           | - كان أحد رهبان دير الأنبا بيشوي. - اختلف أتباع الكنيسة حول إقامته بطريركاً، لذلك انقسم الناس ورسموا 4 بطاركة آخرين وعزلوه، ثم عاد إلى كرسيه ثانية حالما استتب الأمر. - أمر بأن يكون صوم الرسول من 21 بؤونة إلى 5 أبيب من كل عام مصري بدلاً من أن يكون في ثلاثة أيام نينوى. كذلك أمر أن يكون ابتداء صوم الميلاد من أول كيهك، وأن يكون صوم العذراء اختيارياً، وتم تطبيق هذه التعديلات في عهده، ثم اُلغيت بعد وفاته. - تجددت في عهده مساعي بابا الفاتيكان لضم الكنيسة القبطية الأرثوذكسية إلى الكنيسة الرومانية الكاثوليكية وأرسل للبابا غبريال وفداً لإقناعه بهذا الأمر لكنه رفض بشكل قاطع. - عيد نياحته 9 بشنس من كل عام حسب التقويم المصري. |

## القرن السابع عشر
| م   | البابا | البابا           | مدة الحبرية                         | مقر الكرسي | خلو الكرسي              | ملاحظات |
| --- | ------ | ---------------- | ----------------------------------- | ---------- | ----------------------- | --- |
| 98  |        | مرقس الخامس      | 1603 - 1619 16 سنة وشهرين و9 أيام   | القاهرة    | 6 أيام                  | - كان أحد رهبان دير الأنبا مقار. - في زمن توليه جاهر مطران دمياط بوجوب تعدد للزوجات في المسيحية بسبب عدم ذكرها في الكتاب المقدس؛ فإنتشرت عادة تعدد الزوجات في دمياط وما حولها فأصدر البابا منشوراً يحرّم هذه العادة ومنع المطران من آداء مهام منصبه. فاتفق هذا المطران مع مؤيديه واشتكوا للوالي فعزلوه من منصبه وحُبس واتفق المعارضون للبابا وأقامو بطريركاً آخر صرّح لهم بتعدد الزوجات دون شرط. - ثار أهالي القاهرة وأقنعوا الوالي أن يرد البابا مرقس لمنصبه ففعل، وبذلك أصبح على الكرسي بطريركان لكلٍ منهما مؤيديه حتى هدأت الأوضاع ورُدت إلى البابا الشرعي. - حاول بابا الفاتيكان أن يستأنف محادثاته مع البابا مرقس بشأن ضم كنيسته إلى الكنيسة الرومانية الكاثوليكية لكنه رفض. - ظهرت في عهده الإرساليات الكاثوليكية في مصر والحبشة مستغلة انقسام المسيحيين في مصر وإقنتاع إمبراطور الحبشة بالسماح لهم بالتبشير الكاثوليكي في بلاده حتى أعلن اعتناقه رغم اعتراض المطران المصري. - عيد نياحته 1 توت من كل عام حسب التقويم المصري. |
| 99  |        | يوأنس الخامس عشر | 1619 - 1629 9 سنوات و11 شهر و22 يوم | القاهرة    | سنة                     | - معروف كذلك بـ يوأنس الملواني. - كان أحد رهبان دير الأنبا أنطونيوس. - كان محبوباً ومعروفاً بزهده وعلمه وتقواه بحسب المصادر المسيحية. - قيل أنه مات مسموماً عندما كان في رحلة إلى الصعيد. - عيد نياحته 5 نسيء من كل عام حسب التقويم المصري. |
| 100 |        | متاؤس الثالث     | 1631 - 1646 14 سنة و6 شهور و23 يوم  | القاهرة    | 19 يوم                  | - معروف كذلك بـ متى الطوخي. - كان محبوباً ومعروفاً بزهده وعلمه وتقواه بحسب المصادر المسيحية. - كان أحد رهبان دير الأنبا مقار ورئيساً له؛ ثم دير البراموس. - عيد نياحته 25 برمهات من كل عام حسب التقويم المصري. |
| 101 |        | مرقس السادس      | 1646 - 1656 10 سنوات                | القاهرة    | 4 سنوات و7 شهور و16 يوم | - معروف كذلك بـ مرقس البهجوري. - كان أحد رهبان دير الأنبا أنطونيوس. - أصدر أمراً للرهبان بمنعهم بالإقامة خارج أديرتهم، وغضب الرهبان وامتنعوا عن العمل وشكى بعضهم البابا للوالي. - ضج الناس والقساوسة من أعماله نتيجة جمعه أمولاً طائلة من أهل الصعيد ثم هدأت الأمور بعد ذلك. - قام ببناء قاعة الصلاة بدير الراهبات بكنيسة العذراء بحارة زويلة في القاهرة. - عيد نياحته 15 برمودة من كل عام حسب التقويم المصري. |
| 102 |        | متاؤس الرابع     | 1666 - 1675 14 سنة و8 شهور و9 أيام  | القاهرة    | 7 شهور                  | - معروف كذلك بـ متى الميري. - كان أحد رهبان دير البراموس. - عندما مات سلفه طلب رجال الدين بطريركاً آخر فاختاروه ورفض، فاضطروا أن يرسلوا له جندياً ليقبض عليه ليقيموه بطريركاً. واختار الناس في نفس الوقت بطريركاً آخر وأرادوا أن يرسموه فوقع خلاف بسبب ذلك أدى إلى حبسهما 40 يوماً، ثم اجتمع الأساقفة وأقاموا قرعة هيكيلية أمام الجمهور واختير وأصبح متاؤس الرابع. - كان محبوباً ومعروفاً بزهده وعلمه وتقواه بحسب المصادر المسيحية. - عيد نياحته 16 مسرى من كل عام حسب التقويم المصري. |
| 103 |        | يوأنس السادس عشر | 1676 - 1718 42 سنة و3 شهور          | القاهرة    | شهرين و6 أيام           | - معروف كذلك بـ يوأنس الطوخي. - كان أحد رهبان دير الأنبا أنطونيوس. - اهتم بتعمير وتجديد الأديرة والكنائس في مصر والقدس. - زار كناس وأديرة كثيرة في مصر واهتم بأحوالهم كلٍ على حدة. - عيد نياحته 10 بؤونة من كل عام حسب التقويم المصري. |

## القرن الثامن عشر
| م   | البابا | البابا           | مدة الحبرية                         | مقر الكرسي | خلو الكرسي     | ملاحظات |
| --- | ------ | ---------------- | ----------------------------------- | ---------- | -------------- | --- |
| 104 |        | بطرس السادس      | 1718 - 1726 7 سنوات و7 شهور و11 يوم | القاهرة    | 9 شهور و11 يوم | - معروف بـ بطرس الأسيوطي. - كان أحد رهبان دير الأنبا أنطونيوس. - منع الطلاق لأي سبب. - أمر بترميم الكاتدرائية المرقسية بالإسكندرية وأشرف عليها. - طاف البلاد وأقام كنائس كثيرة في عهده. - عيد نياحته 26 برمهات من كل عام حسب التقويم المصري. |
| 105 |        | يوأنس السابع عشر | 1727 - 1745 18 سنة و3 شهور و8 أيام  | القاهرة    | شهر و10 أيام   | - كان أحد رهبان دير الأنبا أنطونيوس ودير الأنبا بولا. - كانت العادة أن يأخذ البطريرك الجديد صلبان وعكاكيز سلفه، فلما نزل مقبرته وأخذ الصليب سمع طقطقه عظام فأمر بإبطال هذه التقليد. - اهتم بتشييد الكنائس والأديرة وترميمها وتكريسها. - زادت في أيامه الإرساليات الكاثوليكية خاصةً إلى الصعيد وذلك بأوامر من كليمنت الثاني عشر بابا الكنيسة الرومانية الكاثوليكية، وأرسل أحد موفدينه إلى البابا يوأنس ليطلب منه إنضمام كنيسته إليهم لكنه رفض. وفي عهد خليفته بندكت الرابع عشر رسم قساً مصرياً في القدس ليكون مطراناً على مصر. - عيد نياحته 13 برمودة من كل عام حسب التقويم المصري. |
| 106 |        | مرقس السابع      | 1745 - 1769 23 سنة و11 شهر و18 يوم  | القاهرة    | 5 شهور و5 أيام | - كان أحد رهبان دير الأنبا أنطونيوس. - كان معروفاً بصوته الجميل وفصاحة لسانه. - عيد نياحته 12 بشنس من كل عام حسب التقويم المصري. |
| 107 |        | يوأنس الثامن عشر | 1769 - 1796 26 سنة و7 شهور و14 يوم  | القاهرة    | 3 شهور و26 يوم | - كان أحد رهبان دير الأنبا أنطونيوس. - حاول بابا الفاتيكان استمالته لضم كنيسته إلى الكنيسة الرومانية الكاثوليكية وأرسل مندوبين من أجل ذلك، ثم أرسل له كتاب به ما دار بمجمع خلقيدونية، فأرسلها البابا يوأنس إلى الأنبا يوساب الأبح ليرفضها لاهوتياً. - اهتم بتعمير الأديرة والكنائس. - عيد نياحته 2 بؤونة من كل عام حسب التقويم المصري. |
| 108 |        | مرقس الثامن      | 1796 - 1809 13 سنة وشهرين و19 يوم   | القاهرة    | 3 أيام         | - كان أحد رهبان دير الأنبا أنطونيوس. - عاصر الحملة الفرنسية على مصر، وأيامها حُرق كنائس واُضهد المسيحيين. - كتب بعض القوانين الإصلاحية للكنيسة والمتعلقة بالأنظمة الواجب أثناء إقامة الصلوات. - اهتم بإصلاح وتعمير الأديرة والكنائس. - عيد نياحته 13 كيهك من كل عام حسب التقويم المصري. |

## القرن التاسع عشر
| م   | البابا | البابا          | مدة الحبرية                         | مقر الكرسي | خلو الكرسي              | ملاحظات |
| --- | ------ | --------------- | ----------------------------------- | ---------- | ----------------------- | --- |
| 109 |        | بطرس السابع     | 1809 - 1852 42 سنة و3 أشهر و12 يوماً | القاهرة    | 3 شهور و20 يوم          | - معروف كذلك بـ بطرس الجاولي. - كان أحد رهبان دير المحرق. - كان معروفاً بالعلم والحكمة والتواضع وحارب السيمونية. - جمع المخطوطات القديمة التاريخية والأسفار اللاهوتية والطقسية من الكنائس والأديرة للحفاظ عليها من الضياع والتخريب وأعد لها مكاناً بالمقر البابوي مع إعداد سجل خاص بها. - أعاد كرسي النوبة والسودان إلى تبعية الكنيسة القبطية الأرثوذكسية بعد انفصاله لمدة حوالي 500 عام. - رفض وضع الكنيسة تحت الحماية الروسية، وقد طلبت منه ذلك خوفاً من توسعات محمد علي باشا، وقدر محمد علي هذا وجعل له موكباً مثله. - عيد نياحته 28 برمهات من كل عام حسب التقويم المصري.                                                                                 |
| 110 |        | كيرلس الرابع    | 1853 - 1862 6 سنوات و7 شهور و13 يوم | القاهرة    | سنة و4 شهور و16 يوم     | - لُقب بـ أبو الإصلاح. - كان أحد رهبان دير الأنبا أنطونيوس. - عندما كان مطراناً عاماً أنشأ مدرستين لتعليم الدين واللغة القبطية. - سجنه ملك الحبشة بسبب وشاية الإنجليز ضده بأن محمد سعيد باشا والي مصر يحشد الجيش المصري في الخرطوم للسيطرة على الحبشة؛ وذلك بعد أن توسط في حل الخلافات بين مصر والحبشة في تعيين بعض نقاط الحدود السياسية بينهما. وأفرج عنه بعد تأكده بأنه لم تكن هناك إعدادت للحرب من قِبل مصر ضد بلاده. - يُقال أنه بسبب نجاح البابا في تهدئة الأمور بين مصر والحبشة؛ سعى الإنجليز للإنتقام منه وذلك بالوقيعة مع الوالي حتى قيل أنه دسم له السم في دواءه ومات مسموماً. - عيد نياحته 23 طوبة من كل عام حسب التقويم المصري.                     |
| 111 |        | ديمتريوس الثاني | 1862 - 1870 7 سنوات و7 شهور و3 أيام | القاهرة    | 4 سنوات و9 شهور و14 يوم | - كان أحد رهبان دير الأنبا مقار ورئيساً للدير. - حضر حفل افتتاح قناة السويس سنة 1869. - استكمل ما بدأه سلفه باهتمامه بالمدارس القبطية وأعانه على ذلك الخديوي إسماعيل بأن منح الكنيسة أراضي زراعية لتكون وقفاً على البطريركية والمدارس. - طاف في باخرة حكومية متفقداً كنائس الوجه القبلي. - عيد نياحته 11 طوبة من كل عام حسب التقويم المصري. |
| 112 |        | كيرلس الخامس    | 1874 - 1927 52 سنة و9 شهور و6 أيام  | القاهرة    | سنة و4 شهور و10 أيام    | - كان أحد رهبان دير السريان ثم دير البراموس. - اهتم بعمارة الأديرة، وأنشأ عدد من الكنائس بمصر والسودان. - أنشأ عدة مدارس منها مدارس للرهبان. - كان في عهده مشكلة المجلس الملي الذي حدد إقامته في دير البراموس وقرر أن يقوم الأنبا أثناسيوس أسقف صنبو والقسقام بمهام البابا رغم حرمان البابا له. ومع ضغط المسيحيين المتكرر رجع البابا لمباشرة مهامه مرة أخرى ورجع عن قراره بحرمان الأنبا أثناسيوس. - قام بعدة رحلات لإفتاد كنائس الوجه القبلي والسودان. - حاول الإنجليز في عهده الإيقاع بين المسلمين والمسيحيين المصريين ولكن ما لبثت أن قامت ثورة 1919 وباركها البابا، وكان على اتصال دائم بسعد زغلول. - عيد نياحته 1 مسرى من كل عام حسب التقويم المصري. |

## القرن العشرين
| م   | البابا | البابا           | مدة الحبرية                          | مقر الكرسي      | خلو الكرسي            | ملاحظات |
| --- | ------ | ---------------- | ------------------------------------ | --------------- | --------------------- | --- |
| 113 |        | يوأنس التاسع عشر | 1928 - 1942 13 سنة و6 شهور و5 أيام   | القاهرة         | سنة و7 شهور و22 يوم   | - كان أحد رهبان دير البراموس ورئيساً له. - أنشأ مدرسة لاهوتية عليا للرهبان. - قام بعمل الميرون مرتين، والمرة الثانية كانت خصيصاً لإثيوبيا عندما سافر إليها لدعم الوحدة بين كنيسته وكنيسة التوحيد الأرثوذكسية الإثيوبية سنة 1930. - سنة 1937 قرر نائب ملك إيطاليا -والتي كانت تحتل إثيوبيا في ذلك الوقت- استقلال كنيسة إثيوبيا وانفصالها عن الكرسي المصري السكندري وطرد المطران المصري، وعين الأنبا إبرام الأسقف الأثيوبي بطريركاً على إثيوبيا، فقرر المجمع المقدس حرمانه وعدم الإعتراف به ولا بالأساقفة الذين رسمهم. ولم يدم الحال طويلاً ففي خلال الحرب العالمية الثانية استقلت إثيوبيا؛ ورد الإمبراطور هيلا سيلاسي المطران المصري مكرماً. - عيد نياحته 14 بؤونة من كل عام حسب التقويم المصري. |
| 114 |        | مكاريوس الثالث   | 1944 - 1945 سنة و6 شهور و19 يوم      | القاهرة         | 8 شهور و24 يوم        | - كان أحد رهبان دير الأنبا بيشوي. - في نفس سنة توليه، قدم المجمع المقدس مذكرة إلى البابا وإلى وزير العدل بالاعتراض على مشروع الأحوال الشخصية للطوائف غير الإسلامية. وفشلت المحاولات التي قام بها البابا لإزالة سوء التفاهم حتى اضطر إلى هجر مقر كرسيه والاعتكاف في حلوان ثم دير الأنبا أنطونيوس ثم دير الأنبا بولا، وعمل رئيس الوزراء على عودته لإدارة أمور الكنيسة. - انعقد المجمع المقدس برئاسته في أول يناير سنة 1945 وأصدر قرارات مثل: تمثيل كنيسة إثيوبيا في المجمع وتبادل البعثات بين مصر وإثيوبيا ووضع قانون للأحوال الشخصية وقصر الطلاق على علة الزنا. - اشتد الخلاف بين البابا والمجلس الملي العام مرة أخرى في عدة أمور منها قانون الأحوال الشخصية لغير المسلمين. - عيد نياحته 25 مسرى من كل عام حسب التقويم المصري. |
| 115 |        | يوساب الثاني     | 1946 - 1956 10 سنوات و5 شهور و17 يوم | القاهرة القوصية | سنتان و5 شهور و27 يوم | - كان أحد رهبان دير الأنبا أنطونيوس. - سنة 1954؛ اختطفته جماعة الأمة القبطية وأرغمه المختطفون للتوقيع على التنازل عن منصبه ودعوته لإختيار بابا جديد وتعديل لائحة اختيار البابا، ثم سافروا به إلى وادي النطرون ليقيم هناك. وتم القبض على الجناة وأعوانهم وحل الجماعة بحكم قضائي. - بعد سنة من حادثة الاختطاف، عقدت مدارس الأحد مؤتمراً تطالب بعزل البابا. - حاولت جماعة الأمة القبطية "المحظورة" اغتياله سنة 1955 ولم تفلح. - اشتد النزاع بينه وبين المجمع المقدس، فقام المجمع بتعيين لجنة ثلاثية من الأساقفة للقيام بأعمال البابا، أي عزله من منصبه الإداري لكن مع ممارسة سلطته الروحية فقط، واُرسل إلى الإقامة بدير المحرق. - قامت الحكومة المصرية بإلغاء سلطة المجالس الملية في قضاء الأحوال الشخصية وأصبحت لأول مرة من اختصاص المحاكم الوطنية مما أنهى الخلاف على وضع القوانين الأحوال الشخصية لغير المسلمين. - عيد نياحته 4 هاتور من كل عام حسب التقويم المصري.                                                                     |
| 116 |        | كيرلس السادس     | 1959 - 1971 11 سنة و9 شهور و29 يوم   | القاهرة         | 8 شهور و5 أيام        | - لُقب بـ رجل الصلاة. - كان أحد رهبان دير البراموس. - على إثر تعديل لائحة انتخاب البابا فقد تم انتخابه واختياره بقرعة هيكلية. - رسم بطريركاً لإثيوبيا لأول مرة في تاريخها في نفس سنة سيامته، وهذا يعني استقلال كنيسة التوحيد الأرثوذكسية الإثيوبية عن الكنيسة القبطية الأرثوذكسية. - أسس دير الشهيد العظيم مارمينا العجائبي بمحافظة الإسكندرية. - بدأ سيامة أساقفة في اختصاصات عامة مثل التربية الكنسية والبحث العلمي والخدمات العامة. - في عهده بدأت خدمة كنائس المهجر في أنحاء العالم. - وضع حجر أساس الكاتدرائية المرقسية بالعباسية وافتتحت في عهده. - عمل على إعادة رفات البابا مرقس الأول من الفاتيكان سنة 1968؛ وعمل حفل رسمي وشعبي حضره ممثلي طوائف دينية من جميع أنحاء العالم والرئيس المصري جمال عبد الناصر والإمبراطور هيلا سيلاسي إمبراطور إثيوبيا. - سنة 1968، بدأت ما يُعرف بـ "ظهورات العذراء مريم" بكنيسة الزيتون بالقاهرة والذي اختلف كثيرون حول حقيقة تلك الظهورات. - عيد نياحته 30 أمشير من كل عام حسب التقويم المصري. |
| 117 |        | شنودة الثالث     | 1971 - 2012 40 سنة و4 شهور و3 أيام   | القاهرة         | 8 شهور ويوم           | - لُقب بـ مُعلّم المسكونة. - كان أحد رهبان دير السريان. - أسس مجلة الكرازة لتكون ناطقة باسم الكنيسة. - في عهده تمت سيامة أكثر من 100 أسقف وأسقف عام؛ بما في ذلك أول أسقف للشباب، وأكثر من 400 كاهن. - أولى اهتماماً بالأديرة، إذ كان أول بابا يقوم بإنشاء أديرة حديثة تابعة للكنيسة القبطية الأرثوذكسية خارج حدود مصر. بجانب أنه أعاد إعماد عدد من الأديرة التي إندثرت. - زاد عدد الإيبارشيات في عهده وأنشأ عدد كبير من الكنائس داخل وخارج مصر. - عيد نياحته 8 برمهات من كل عام حسب التقويم المصري. |

## القرن الواحد والعشرين
| م   | البابا | البابا         | مدة الحبرية                      | مقر الكرسي | خلو الكرسي | ملاحظات |
| --- | ------ | -------------- | -------------------------------- | ---------- | ---------- | --- |
| 118 |        | تواضروس الثاني | 2012 - حتى الآن 12 سنة، 218 يوماً | القاهرة    | ما زال     | - كان صيدلانياً؛ وتدرج في المناصب الحكومية حتى أصبح مديراً لمصنع أدوية بدمنهور تابع لوزارة الصحة والسكان. - كان أحد رهبان دير الأنبا بيشوي. - ألف 12 كتاباً قبل جلوسه على الكرسي البابوي. |